# 雷珍納·雷瑟尼克
雷珍納·雷瑟尼克（英語：Regina Resnik，1922年8月30日—2013年8月8日） 美籍次女高音歌劇演唱家、演員，以扮演在《卡門》、《阿伊達》和《黑桃皇后》中的角色而著名。